# Mafiosi di mezza tacca e una governante dritta
Mafiosi di mezza tacca e una governante dritta (Every Little Crook and Nanny) è un film commedia del 1972 diretto da Cy Howard.